# Nicolas Cornu
Nicolas Cornu (ur. 2 października 1989 r. w Nancy) – francuski wioślarz.

## Osiągnięcia
- Mistrzostwa Świata U-23 – Račice 2009 – czwórka bez sternika wagi lekkiej – 6. miejsce[1].
- Mistrzostwa Świata – Poznań 2009 – ósemka wagi lekkiej – 5. miejsce[1].